# Фюнфзеен
Фюнфзеен (нем. Fünfseen) — община (коммуна) в Германии, в земле Мекленбург-Передняя Померания.
Входит в состав района Мекленбургише-Зенплатте. Подчиняется управлению Мальхов. Население составляет 1062 человек (на 31 декабря 2013 года). Занимает площадь 51,82 км².
Образована 1 января 2005 года объединением общин Адамсхофнунг, Грюссов, Когель, Рогец и Затов.

## Население
| Год  | Численность | Численность |
| ---- | ----------- | ----------- |
| 2017 | 1053        | [ 1 ]       |
| 2019 | 1068        | [ 5 ]       |
| 2021 | 1084        | [ 6 ]       |
| 2022 | 1074        | [ 7 ]       |
| 2023 | 1069        | [ 2 ]       |